# Сабирабад
Сабирабад (такође, Галагайын, Петропавловка, Петропавловское и Сабирабад) је град и главни град Сабирабадски рејон Азербејџана. Град је преименован у част песника Мирзе Алекпера Сабира.